# Emmanuel Pappoe
Emmanuel Addoquaye Pappoe, né le 3 mars 1981 à Accra, est un footballeur international ghanéen. Il jouait au poste de défenseur.

## Carrière
- 2001-2003 : Liberty Professionals  Ghana
- 2003-2005 : MS Ashdod  Israël
- 2005-2007 : Hapoël Kfar Sabah  Israël
- 2007-2009 : AEK Larnaca  Chypre

### En équipe nationale
Il fut capitaine de l'équipe du Ghana qui a terminé deuxième du championnat du monde des moins de 20 ans en 2001. Il a participé aux compétitions de football des Jeux olympiques d'été de 2004. 
Il a disputé les trois matchs de la coupe d'Afrique 2006 et dix matchs de qualification à la coupe du monde 2006.
Pappoe participe à la coupe du monde 2006 avec l'équipe du Ghana.  